# 五硫化二磷
五硫化二磷是一种无机物，分子式P4S10。

## 性质
五硫化二磷是一种淡黄色或灰黄色结晶，有类似硫化氢的臭味。有强吸湿性，遇水和湿空气分解放出磷酸和硫化氢。微溶于二硫化碳，溶于氢氧化钠溶液生成硫代磷酸钠。接触火焰或摩擦时容易起火，在空气中加热至300°C时燃烧生成五氧化二磷和二氧化硫。有毒！
五硫化二磷也可以与醇和胺类等其他亲核试剂发生作用。若与芳香族化合物如苯甲醚、二茂铁和1-甲氧基萘反应，可得一类具有1,3,2,4-二噻二磷杂丁环-2,4-二硫化物结构的化合物，常见的劳森试剂即属于此类化合物。

## 结构
结构与五氧化二磷类似，有金刚烷骨架结构。各项参数见下图。

## 制备
由一定配比的熔融黄磷和硫黄在300～400°C下进行反应，反应完全后放入中间槽继续搅拌使其冷却至300°C，然后放入滚筒制片机制片，得五硫化二磷成品。
{\displaystyle {\rm {\ P_{4}+10S\rightarrow P_{4}S_{10}}}}

## 用途
五硫化二磷是有机合成的硫化试剂，用于将含氧化合物转化为相应的含硫化合物。农药工业上，用于制取乐果、乙基1065等有机磷农药。也用作有色金属选矿剂和高级润滑油添加剂，以及用于火柴制造、医药制品和橡胶硫化辅助剂。